# Anatomical Science International
Anatomical Science International, abgekürzt Anat. Sci. Int., ist eine wissenschaftliche Fachzeitschrift, die vom Springer-Verlag veröffentlicht wird. Die Zeitschrift ist das offizielle Publikationsorgan der Japanischen Anatomischen Vereinigung (Nihon kaibōgakkai; jap. 日本解剖学会) und wurde 1928 unter dem Titel Kaibōgaku-zasshi (解剖学雑誌; lat. Acta Anatomica Nipponica) gegründet. Im Jahr 2002 wurde sie in Anatomical Science International umbenannt und erscheint derzeit mit vier Ausgaben im Jahr. Es werden Arbeiten zur Morphologie von Mensch und Säugetieren veröffentlicht.
Der Impact Factor lag im Jahr 2022 bei 1,2. Nach der Statistik des ISI Web of Knowledge wird das Journal mit diesem Impact Factor in der Kategorie Anatomie und Morphologie an 14. Stelle von 20 Zeitschriften geführt.